# Pierwsza brygada (komiks)
Pierwsza brygada – planowana seria polskich komiksów steampunkowych, autorstwa Tobiasza Piątkowskiego, Krzysztofa Janicza (scenariusz) i Janusza Wyrzykowskiego (rysunki). Pierwszy tom Warszawski Pacjent ukazał się 30 listopada 2007.
Komiks został w 2008 wybrany najlepszym polskim albumem podczas Międzynarodowego Festiwalu Komiksu w Łodzi.
W 2008 zapowiedziano wydanie drugiego tomu Tokijski łącznik, ale ostatecznie nie ukazał się.

## Bohaterowie i fabuła
Akcja osadzona jest na początku XX wieku. W komiksie pojawia się wiele postaci historycznych i znanych z innych dzieł literackich, jak Józef Piłsudski, Staś Tarkowski i Kali (bohaterowie W pustyni i w puszczy), Stanisław Wokulski.